# Karl Drum
Karl Drum (* 31. Juli 1893 in Diemeringen; † 2. April 1968 in Meersburg) war ein deutscher General der Flieger im Zweiten Weltkrieg.

## Leben
Karl Drum trat am 1. Juli 1913 als Fahnenjunker in das Badische Pionier-Bataillon Nr. 14 der Preußischen Armee ein. Nach dem Besuch der Kriegsschule Metz, die er durch den Ausbruch des Ersten Weltkriegs vorzeitig verlassen musste, wurde Drum am 7. August 1914 zum Leutnant befördert. Er kam zu seinem Bataillon an die Westfront, wo er im Juni 1915 schwer verwundet wurde und bis Januar 1916 im Lazarett lag. Da er nicht mehr feldverwendungsfähig war, ließ sich Drum zur Fliegertruppe versetzen, absolvierte bis April 1916 eine Flugbeobachterausbildung und hatte anschließend verschiedene Verwendungen inne. Am 22. März 1918 wurde er zum Oberleutnant befördert und, nachdem er bereits beide Klassen des Eisernen Kreuzes erhalten hatte, am 29. März 1918 mit dem Ritterkreuz des Königlichen Hausordens von Hohenzollern mit Schwertern ausgezeichnet.
Nach Kriegsende war Drum von Februar bis August 1919 Adjutant des Kommandeurs der Flieger des XVII. Armee-Korps und wurde dann in die Vorläufige Reichswehr übernommen. Bis 1929 war er im 14. (Badisches) Infanterie-Regiment tätig, zuletzt als Chef der 13. MW-Kompanie in Konstanz. Anschließend folgte seine Kommandierung zur Heeres-Organisations-Abteilung (T 2) im Truppenamt des Reichswehrministeriums sowie am 1. Oktober 1929 seine Versetzung in diese Abteilung.
Von 1934 bis 1938 durchlief er als Spezialist für die militärische Zusammenarbeit von Heer und Luftwaffe die Dienstgrade bis zum Oberst. Von 1939 bis 1941 war er Befehlshaber der Heeresflieger. Anfang 1941 folgte er in den Dienstgrad des Generalmajors, zwei Jahre später Generalleutnant und Juli 1944 zum General der Flieger. 1941 und 1942 war Drum Befehlshaber der Luftunterstützung, Heeresgruppe Süd (Russlandfront). Im Generalstab des Wehrmachtbefehlshaber in den Niederlanden war Drum von Oktober 1942 bis Oktober 1943 und in dieser Zeit auch Kommandeur der „11. Feld-Division (L)“, welche bei Athen stationiert und die einzige deutsche Division war, welche der Heeresgruppe E direkt unterstellt war. Im Juli 1944 übernahm er den Befehl über das Feld-Luftgaukommando Westfrankreich von General der Flakartillerie Eugen Weissmann und erhielt damit auch die Auszeichnungsmacht für die gerade erst gestiftete Luftgau-Plakette. Diese verlieh Drum am 5. August 1944 zum ersten und einigem Mal. Anschließend übernahm er für einige Tage nach der kriegsbedingten Verlegung des Kommandos den Befehl über das neu gebildete Luftgau-Kommando V (Stuttgart).
Im September 1944 setzte Hermann Göring neben Drum als Verantwortlicher für die Luftwaffe wegen Wehrkraftzersetzung und Defätismus auch den General der Flakartillerie Eugen Weissmann und den General der Flieger Wilhelm Wimmer fest. Alle wurden schuldig gesprochen und zum Tode verurteilt. Vollstreckt wurden die Urteile aber doch nicht und Drum zum 28. Februar 1945 aus dem Dienst entlassen.
Nach dem Krieg verfasste er verschiedene Schriften und schrieb bis zu seinem Lebensende auch in Zusammenarbeit mit der US Air Force einige Monographien. Dabei befasste er sich u. a. mit dem russischen Partisanentum und schrieb dem Haupterfolg der Unterstützung durch die lokale Bevölkerung zu.

## Schriften (Auswahl)
- Die deutsche Luftwaffe im Spanischen Bürgerkrieg (Legion Condor). Studiengruppe Luftwaffe der US-Historical Division, Karlsruhe 1953–1957.
- Airpower and Russian partisan warfare. Arno Press, 1962.